# هيونداي موبيس
هيونداي موبيس هي شركة عامة لقطع غيار السيارات في كوريا الجنوبية. تأسست باسم شركة هيونداي للصناعات الدقيقة (بالكورية: 현대정공/現代精工)‏ في عام 1977،  شكلت الشركة ذراع «قطع الغيار والخدمة» لشركة هيونداي موتور لصناعة السيارات الكورية الجنوبية، وجينيسيس موتورز، وكيا موتورز. اعتبارًا من عام 2014، كانت «المورد رقم 6 للسيارات في العالم».

## التاريخ
يقع مقرها الرئيسي في سيول، كوريا الجنوبية، وقد تم تأسيسها في 25 يونيو 1977  باسم شركة هيونداي للصناعات الدقيقة. في عام 2000، غيرت الشركة اسمها إلى هيونداي موبيس. وتشكل الشركة ذراع «قطع الغيار والخدمة» لشركات صناعة السيارات الكورية الجنوبية هيونداي موتور وجينيسيس موتورز وكيا موتورز. في عام 2013، بلغت إيرادات الشركة 33 مليار دولارًا أمريكيًا. اعتبارًا من عام 2014، كانت «المورد رقم 6 للسيارات في العالم» في بلومبرج. 
في مايو 2016، احتلت الشركة المرتبة 297 في مجلة فوربس جلوبال 2000، مع سقف سوقي قدره 21.3 مليار دولار أمريكي.  في عام 2015، كانت إيراداتها 32.11 مليار دولار.

## منتجات
تقدم الشركة وحدات الهيكل، وقمرة القيادة، والوحدات الأمامية. منتجات السلامة، بما في ذلك أكياس الهواء؛ المصابيح الأمامية. نظام الفرامل المضادة للانغلاق ومنتجات التحكم في الثبات الإلكتروني؛ أجزاء التوجيه؛ أنظمة الوسائط المتعددة؛ أنظمة UVO؛ الأجزاء البلاستيكية المصبوبة بالحقن، مثل لوحات العدادات، والناقلات، والمصدات. كما أنها توفر قطع غيار خدمة ما بعد البيع للمركبات. من خلال تركيز مواردها على مبيعات قطع غيار A / S، وتصنيع قطع غيار الوحدات وتصدير الأجزاء، ثبتت شركة هيونداي موبيس موقعها كشركة رائدة متخصصة في قطع غيار السيارات. [بحاجة لمصدر]

## إنتاج السيارات
في التسعينات، أنتجت شركة هيونداي بريسيشن سيارة هيونداي جالوبر وسانتامو في مصنع ألسان بجوار مجمع سيارات هيونداي العملاق. كان مجمع هيونداي للسيارات ألسان في ذلك الوقت أكبر مصنع للسيارات في العالم بطاقة إنتاجية تبلغ 1.5 مليون وحدة.
مصنع تجميع بطاقة إنتاجية سنوية تبلغ 30000 سيارة منذ 2000، ولكن الإنتاج تحول إلى شركة هيونداي للسيارات في عام 1999.

## روابط خارجية
- الموقع الرسمي
- موبيس اليابان الصفحة الرئيسية
- موبيس ألاباما
- الصفحة الرئيسية لموقع موبيس الهند